# 並木洋美
並木 洋美（なみき ひろみ）は、日本の漫画家。女性。女子美術短期大学卒業。

## 作品

### 連載
- 現在官僚系 もふ（『ビッグコミックスピリッツ』2005年No.15 - 2007年No.3、全8巻） ※原作：鍋田吉郎
- 88（『月刊少年マガジン』2009年No.1 - 2010年No.4、全4巻）

### 読切
- GK!!（『少年サンデー超』2001年12月増刊号）
- THE COMMANDER（『少年サンデー特別増刊R』2002年11月07日特別増刊号）
- 電撃フィッシンガー（『少年サンデー超』2003年06月増刊号）
- 書神（『ビッグコミックスピリッツCasual』2005年4号）- 第161回スピリッツ賞入選作
- ニーボ（『ビッグコミックスピリッツCasual』2007年15号）
- セパってタクロー（『comic B's-LOG』2008年5月号）
- NICO（『Fellows!』2010年volume.9）

## その他
- 夫は漫画家の森尾正博[2]。
- アイスホッケーファン歴は13年以上。
- 2012年6月14日にブログにて漫画家休業を発表した。

## 師匠
- 皆川亮二[3]